# Medelhavsras

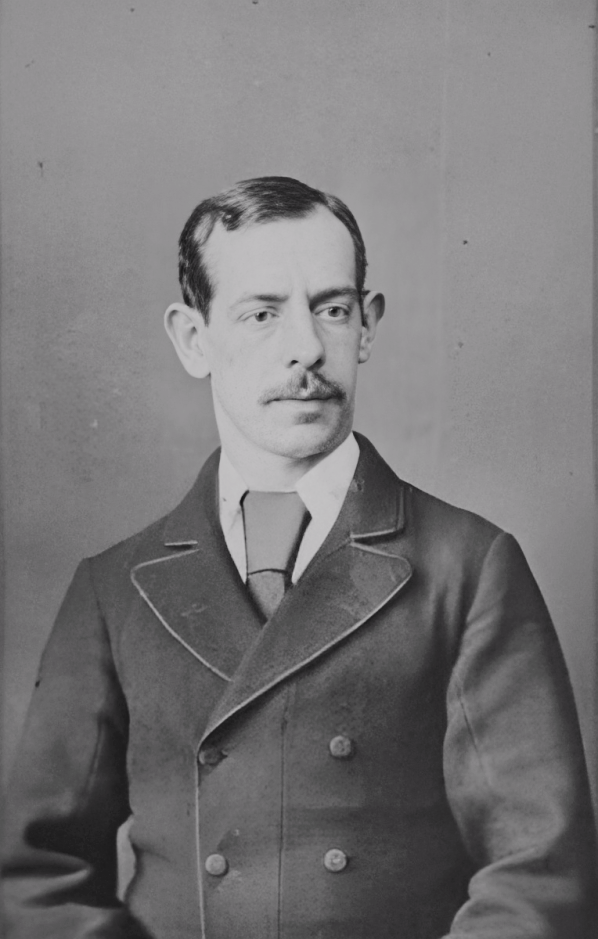
En engelsman från Devon i sydvästra England som ansågs vara av mediterran ras.

Medelhavsras eller mediterran ras – av senlatinska Mare mediterraneum, sammansatt av latinska mare ("hav") och mediterraneus ("som befinner sig mitt i landet") – var enligt den gamla rasbiologin en gren inom den kaukasoida eller vita rasen som uppkom i början på 1900-talet.
Benämningen är numera föråldrad, då indelningen i människoraser inte överensstämmer med nyare forskning, och kan uppfattas som rasistisk. I dagens läge betraktar man inte denna benämning som något biologiskt vetenskapligt begrepp, utan snarare ideologiskt, socialt och kulturellt.
Medelhavsrasen skulle varit allmänt påtaglig omkring området runt hela Medelhavet, men i vissa sammanhang påstods det att medelhavsrasen hade en större utbredning, och förekom i exempelvis Sydeuropa, Nordafrika och Västasien. På kartan visas medelhavsrasens geografiska utbredning i gult. Rasbiologin ansåg att medelhavsrasen var en av Europas 3 stora befolkningsgrupper tillsammans med den alpina rasen och den nordiska rasen.

## Karakteristika
Begreppet "medelhavsrasen" har haft olika betydelser i olika sociala situationer, vilken gör att den har definierats olika beroende på sammanhanget.
Vanligtvis tillskrevs dess karaktär av en liten kroppsbyggnad med mörkt hår, vanligtvis svart och ögonen var även de mörka.
Hudfärgen ansågs också vara mörkare i jämförelse med andra europida folk på grund av hög pigmentering, och kunde vara allt ifrån olivfärgad till mörkbrun. Andra påstådda karaktärsdrag skulle vara liten näsa och betydande skäggväxt.
Bilden till höger är tagen ifrån ett äldre uppslagsverk. Det är en illustration över hur medelhavsrasen kunde se ut enligt rasbiologin. Detta har idag förkastats och kan uppfattas som rasistisk eftersom det grundar sig på rasbiologi, som idag anses vara pseudovetenskap.

## Subgrupper

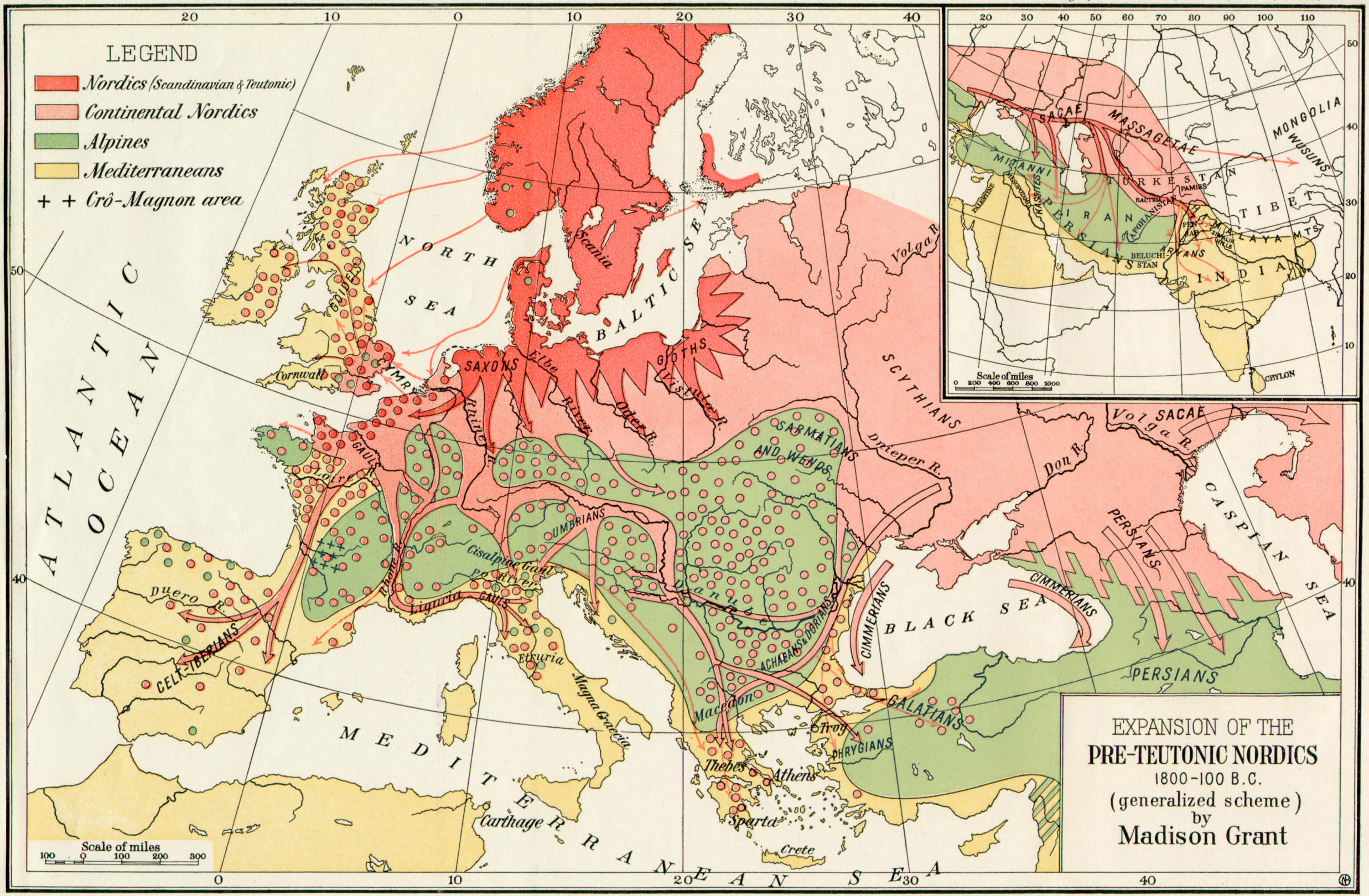
Karta över Europas "raser" från Madison Grant's The Passing of the Great Race, or the Racial Basis of European History (1916).

Vilka som tillhörde den mediterrana gruppen varierade. I huvudsak ansågs Sydeuropa vara dess huvudområde, ibland även delar av Centraleuropa och Västeuropa.
I vissa sammanhang ansågs det att fler än bara européer tillhörde denna grupp, exempelvis semitiska och vissa indiska folkgrupper på den asiatiska kontinenten. Den semitiska gruppen kunde i sin tur delas upp i fler sub-raser som exempelvis orientalider och turanider. Folken på den indiska halvön benämndes vanligtvis som indider.
Medelhavsrasen ansågs även vara spridd till Nordafrika, vilket gjorde att även de hamitiska folken, som också kallades för etiopider, delvis skulle haft mediterran påbrå. Detta anses idag vara vetenskapligt föråldrat, och bör ses som en ideologisk eller socialt konstruktion.

## Bilder

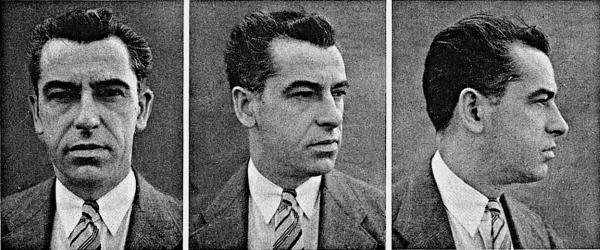
En fransman från Toulouse i sydvästra Frankrike som ansågs vara av s.k. atlanto-mediterran typ, en i Coons schema mer långskallig och längre variant av den mediterrana rasen som bl.a. ansågs ha stått bakom megalitiska monument byggda i Storbritannien under yngre stenåldern.
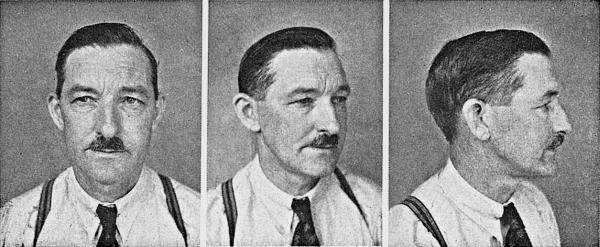
En skotte från Ayrshire i sydvästra Skottland som ansågs vara av samma atlanto-mediterran typ.
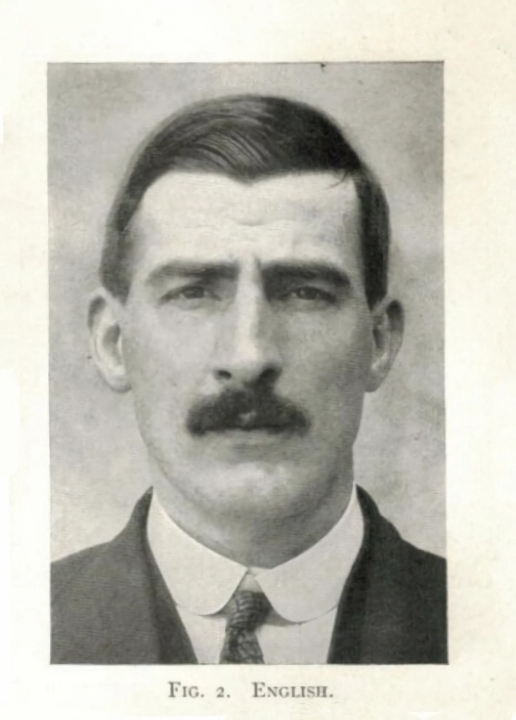
En engelsman som ansågs vara av atlanto-mediterran typ.
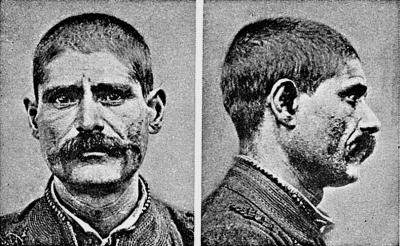
En nomadisk rom från Serbien som ansågs vara av mediterran ras.
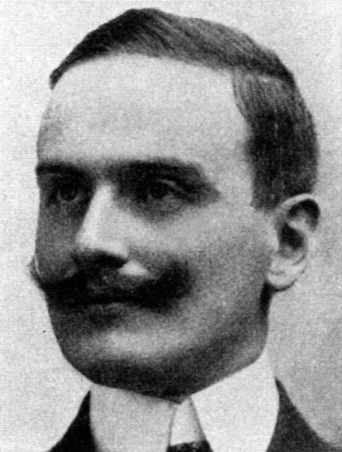
En italienare som ansågs vara av mediterran ras.
Bild på Mediterran ras från Augustus Henry Keane's Man, Past and Present (1899).